# Comédie de Caen
La Comédie de Caen est une institution théâtrale fondée à Caen en 1969 par Jo Tréhard et labellisée Centre dramatique national de Normandie en 1972.

## Histoire
L'histoire de La Comédie de Caen commence avec Jo Tréhard après la Seconde Guerre mondiale dans le contexte de la décentralisation. Jo Tréhard ouvre tout d'abord à Caen un théâtre provisoire "Le Tonneau" dans un hangar des surplus américains.
En mai 1954, est lancé le processus de reconstruction du théâtre détruit pendant la guerre. Jo Tréhard rédige un programme architectural (1955) et un projet de gestion (mars 1958) qui transforment le théâtre en un Théâtre - Maison de la Culture, dont le principe d'une vie permanente et polyvalente anticipe l'institution des Maisons de la culture par André Malraux.
Labellisé Maison de la Culture, le théâtre de Caen devient le Théâtre Maison de la Culture (TMC). Comme le rappelle Daniel Grisel dans son ouvrage "Jo Tréhard, maître d'oeuvre d'un théâtre populaire; Caen 1945-1972", le maire de Caen de 1959 à 1970, Jean-Marie Louvel entend cette appellation TMC comme l'acronyme de "Théâtre Municipal de Caen". 
Les conflits sont nombreux entre l'équipe du théâtre et la municipalité. Ils porteront, notamment, sur le choix de l'architecture du théâtre et plus généralement sur le rôle du théâtre. Daniel Grisel et Joël Masson, secrétaire général du TMC, durant les années 1960 ont dûment et exhaustivement inventorié les motifs et la nature de ces conflits (Cf. notes 1 et 2).  
Bien que le Théâtre - Maison de la Culture ait été pendant cinq ans un foyer intense de création et d'accueil, une crise quasi permanente aboutit en février 1968 à la rupture du contrat État - Ville de Caen. Le maire Jean-Marie Louvel entend ainsi récupérer "son" théâtre.[Interprétation personnelle ?]
À la suite de ce conflit, Jo Tréhard] est licencié et quitte de la direction du théâtre de Caen en 1968. Il décide alors de fonder un nouveau théâtre correspondant davantage à sa vision créatrice en rupture avec « le théâtre de grand-papa ».[Interprétation personnelle ?] Il transforme une salle patronale en théâtre de 436 places ; la salle, simplement baptisée le 32, rue des Cordes, ouvre le 18 mars 1969. 
Dans les années 1980, alors qu'il devient nécessaire pour le Centre dramatique national de disposer d'une salle ayant une plus grande capacité de public[Interprétation personnelle ?] la mairie de Caen ne répond pas à ce besoin.[réf. nécessaire] En 1987, un théâtre supplémentaire a été inauguré dans le centre d'Hérouville-Saint-Clair (une municipalité autonome de la banlieue de Caen) et confié à la Comédie de Caen qui est, à l'époque, l'un des vingt centres dramatiques nationaux en France ayant une mission de création décentralisée. Cependant, ceci met le Centre dramatique national dans une situation ambigüe : officiellement basé à Caen (mairie UDF) il voit sa plus grande salle située dans une autre commune, qui elle est franchement à gauche (Alliance PS-PC). À la fin des années 1980, le maire de Caen, Jean-Marie Giraud, prend conscience du problème et décide d'un plan de financement pour rénover et agrandir la salle du "32, rue des Cordes".[réf. nécessaire] Mais en fait rien ne bouge.[Interprétation personnelle ?] [réf. nécessaire]
Il faudra attendre l'automne 1992 pour que la mairie de Caen lance le projet. Certes le projet est signé mais l'argent n'arrive pas. La Comédie de Caen prend alors les choses en main, car il y a urgence[Interprétation personnelle ?], et prend en main la maîtrise du projet. Ceci aura deux conséquences pour le Centre dramatique national :[Interprétation personnelle ?]
« Ce n'est pas seulement une salle de spectacle, mais avant tout un outil de travail et donc parfaitement étudié » (explications des maîtres des d'œuvre, à savoir les membres de l'équipe.
Comme le dira l'un d'eux en parodiant G. Clemenceau « la construction d'un théâtre est une chose bien trop importante pour en laisser la seule responsabilité à des architectes. Il est nécessaire que ceux qui y travailleront on en n'auront la maîtrise totale, ce que ne pourra jamais faire un architecte ».
Le plateau sera réorganisé dans les années 2000 par le nouveau directeur Eric Lacascade. Ayant un gros déficit de clientèle celui-ci agrandira la taille du plateau au détriment du nombre de places disponibles sans prendre en compte les nécessités techniques. La salle perd alors 25 à 30 % de ces capacités en matière de création.
Son successeur Jean Lambert-wild doit mettre l'entreprise en semi-sommeil plus de deux ans avant de pouvoir relancer de réels projets de création.
De 2007 à 2014, le plasticien Stéphane Blanquet est le "directeur oculaire" de la Comédie de Caen et crée notamment tous les supports de communications: logo, charte graphique, programmes annuels, affiches, invitations, ephemera... [réf. nécessaire] [Interprétation personnelle ?]
[Interprétation personnelle ?]

## Missions
Inventer un théâtre vivant et ludique, inventif et exigeant, en prise avec le monde d’aujourd’hui, tel est le projet de la Comédie de Caen-CDN de Normandie.[Interprétation personnelle ?]
Depuis sa création, la Comédie de Caen a accueilli une partie importante du théâtre contemporain des dernières décennies, où auteurs et créateurs ont pris des risques, ont su chercher un théâtre ambitieux, populaire et politique. [Interprétation personnelle ?]
Le nouveau projet se situe dans la continuité de ce mouvement, qui accueille les artistes et les écritures de demain en favorisant la présence d’auteurs contemporains, français et étrangers, de textes inédits, en compagnie des metteurs en scène et créateurs d’une nouvelle génération, pour fabriquer un théâtre de parole, où la présence des acteurs sera au centre et sera l’énergie vitale du projet artistique.[Interprétation personnelle ?]

## Lieux

Théâtre des Cordes - Caen, avant les travaux d'extension

- Le théâtre des Cordes, 300 places (420 avant les modifications de 1997 (sans compter les strapontins))
- Le théâtre d'Hérouville, 700 places
- La Halle aux Granges, salle de répétition

En avril 2018, le théâtre de la rue des Cordes est fermé pour pouvoir réaliser des travaux de réorganisation et d'extension. La salle de spectacles, entièrement repensé par Maria Godlewska, rouvre le 13 septembre 2021. Agrandi de 300 m2, le théâtre occupe désormais une surface de 1 400 m2. La salle de 420 m2, dédiée aux représentations, accueille un gradin modulable de 280 places (30 places supplémentaires). Le hall d’entrée de 110 m2 peut s’agrandir de 125 m2 en faisant coulisser la paroi qui sépare le hall du « Labo », lieu d’accueil et de travail dédié aux compagnies émergentes.

## Direction
- Jo Tréhard : 1969-1972[6]
- Michel Dubois : 1972-1996
- Éric Lacascade : 1997-2006
- Jean Lambert-Wild : 2007-2015
- Marcial Di Fonzo Bo : 2015 - 2023[7]
- Aurore Fattier : à partir du 1er janvier 2024[8]